# Liste der Monuments historiques in Lieuche
Die Liste der Monuments historiques in Lieuche führt die Monuments historiques in der französischen Gemeinde Lieuche auf.

## Liste der Bauwerke
| Bezeichnung                      | Beschreibung | Standort | Kennzeichnung | Schutzstatus | Datum | Bild           |
| -------------------------------- | ------------ | -------- | ------------- | ------------ | ----- | -------------- |
| Kirche Notre-Dame-de-la-Nativité |              | (Lage)   | PA00080753    | Inscrit      | 1989  | weitere Bilder |

## Liste der Objekte
| Bezeichnung             | Beschreibung                                                                         | Standort | Kennzeichnung | Schutzstatus | Datum | Bild |
| ----------------------- | ------------------------------------------------------------------------------------ | -------- | ------------- | ------------ | ----- | ---- |
| Retabel des Hauptaltars | Tafelgemälde Louis Bréa zugeschrieben, 1499; in der Kirche Notre-Dame-de-la-Nativité | (Lage)   | PM06000340    | Classé       | 1908  |      |
| Prozessionskreuz        | Silber, 16. Jahrhundert; in der Kirche Notre-Dame-de-la-Nativité                     | (Lage)   | PM06000341    | Classé       | 1929  |      |